# U-505
| U-505                      | U-505 | U-505 |
| -------------------------- | --- | --- |
|                            | | |
|                            | | |
| U-505 після захоплення     | | |
| Під прапором               | Третій рейх | Третій рейх |
| Спуск на воду              | 24 травня 1941 року | 24 травня 1941 року |
| Виведений зі складу флоту  | 4 червня 1944 року | 4 червня 1944 року |
| Сучасний статус            | захоплена | захоплена |
| Проєкт                     | | |
| Тип ПЧ                     | Дизельний підводний човен | Дизельний підводний човен |
| Основні характеристики     | | |
| Швидкість (надводна)       | 17,9 вузла | 17,9 вузла |
| Швидкість (підводна)       | 7 вузлів | 7 вузлів |
| Робоча глибина занурення   | 100 м | 100 м |
| Гранична глибина занурення | 230 м | 230 м |
| Автономність плавання      | 63 милі (117 км) на швидкості 4 вузли (7,4 км/год) (у підводному положенні) 13 450 морських миль (24 910 км на швидкості 10 вузлів (19 км/год) (у надводному положенні) | 63 милі (117 км) на швидкості 4 вузли (7,4 км/год) (у підводному положенні) 13 450 морських миль (24 910 км на швидкості 10 вузлів (19 км/год) (у надводному положенні) |
| Екіпаж                     | 48 осіб | 48 осіб |
| Розміри                    | | |
| Довжина найбільша (по КВЛ) | 76,76 м | 76,76 м |
| Ширина корпусу найб.       | 6,76 м | 6,76 м |
| Висота                     | 9,6 м | 9,6 м |
| Середня осадка (по КВЛ)    | 4,70 | 4,70 |
| Водотоннажність надводна   | 1120 т | 1120 т |
| Озброєння                  | | |
| Артилерія                  | 1 × 88-мм палубна гармата SK C/32 | 1 × 88-мм палубна гармата SK C/32 |
| Торпедно- мінне озброєння  | 4 носових і два кормових ТА. 22 торпеди або 44 міни TMA чи 66 TMB | 4 носових і два кормових ТА. 22 торпеди або 44 міни TMA чи 66 TMB |
| ППО                        | 1 × 37-мм зенітна гармата SKC/30 2 × 20-мм зенітні гармати FlaK 30 | 1 × 37-мм зенітна гармата SKC/30 2 × 20-мм зенітні гармати FlaK 30 |

U-505 — німецький підводний човен типу IXC, часів Другої світової війни.
Замовлення на будівництво човна було віддане 25 вересня 1939 року. Човен був закладений на верфі «Deutsche Werft AG» у Гамбурзі 12 червня 1940 року під заводським номером 295, спущений на воду 24 травня 1941 року, 24 серпня 1941 року увійшов до складу 4-ї флотилії. Також за час служби перебував у складі 2-ї флотилії
За час служби човен зробив 12 бойових походів, в яких потопив 8 (загальна водотоннажність 45 005 брт) суден.
4 червня 1944 року захоплений оперативно-тактичною групою ВМС США у складі ескортного авіаносця «Гуадалканал» та ескортних міноносців «Піллсбері», «Чатлейн», «Флагерті», «Дженкс», «Поуп» біля західного узбережжя Північної Африки (21°30′ пн. ш. 19°20′ зх. д. / 21.500° пн. ш. 19.333° зх. д.) після пошкодження глибинними бомбами з ескортного міноносця «Чатлейн» та обстрілу двох бомбардувальників «„Вайлдкет“» з ескортного авіаносця «Гуадалканал». 1 член екіпажу загинув, 59 врятовані.
Після захоплення був доставлений на Бермуди, де використовувався для секретних випробувань та навчання до травня 1945. 9 березня 1954 року подарований Чиказькому музею науки та промисловості, де виставляється як музейний експонат.

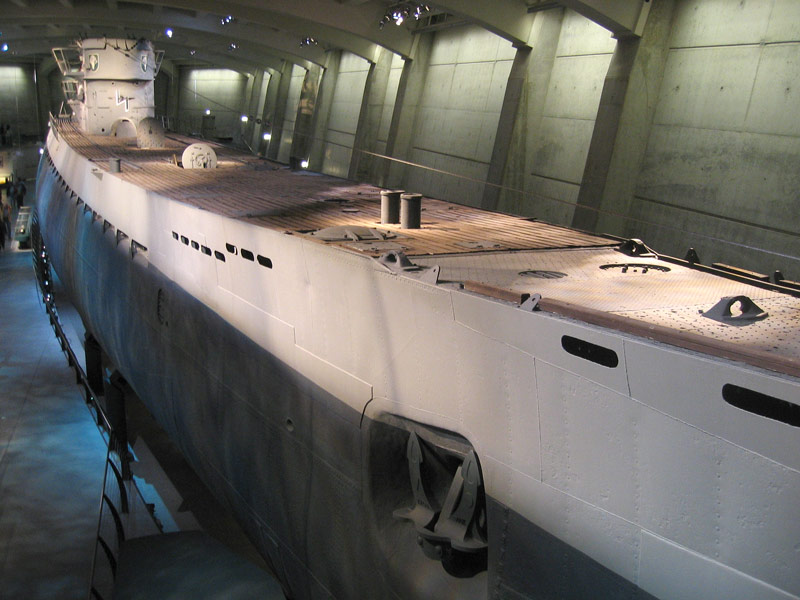
U-505 в чиказькому музеї

## Командири підводного човна
- Корветтен-капітан Аксель-Олаф Леве (26 серпня 1941 — 5 вересня 1942)
- Капітан-лейтенант Петер Чех (6 вересня 1942 — 24 жовтня 1943)
- Оберлейтенант-цур-зее Пауль Меєр (24 жовтня — 7 листопада 1943) — виконувач обов'язків.
- Оберлейтенант-цур-зее резерву Гаральд Ланге (8 листопада 1943 — 4 червня 1944)

## Потоплені та пошкоджені кораблі[3]
| Назва         | Тип             | Належність      | Дата             | Тоннаж (БРТ) | Вантаж | Статус    | Місце                                                       |
| Benmohr       | вантажне судно  | Велика Британія | 5 березня 1942   | 5 920        | 8 539 т генеральних вантажів, в тому числі срібних злитків, чавуну та гуми                                     | потоплено | 06°05′ пн. ш. 14°15′ зх. д. / 6.083° пн. ш. 14.250° зх. д.  |
| Sudhav        | танкер          | Норвегія        | 6 березня 1942   | 7 587        | 11 400 т нафти                                                                                                 | потоплено | 04°47′ пн. ш. 14°57′ зх. д. / 4.783° пн. ш. 14.950° зх. д.  |
| West Irmo     | вантажне судно  | США             | 3 квітня 1942    | 5 775        | 3 800 т генеральних вантажів                                                                                   | потоплено | 02°10′ пн. ш. 05°35′ зх. д. / 2.167° пн. ш. 5.583° зх. д.   |
| Alphacca      | вантажне судно  | Нідерланди      | 4 квітня 1942    | 5 759        | 6 590 т генеральних вантажів, в тому числі 2 003 т міді, 25 т ванадію та 400 т цинку                           | потоплено | 01°50′ пн. ш. 07°40′ зх. д. / 1.833° пн. ш. 7.667° зх. д.   |
| Sea Trush     | вантажне судно  | США             | 28 червня 1942   | 5 447        | 6 800 т генеральних вантажів та військових матеріалів, в тому числі амуніція та літаки                         | потоплено | 22°38′ пн. ш. 60°59′ зх. д. / 22.633° пн. ш. 60.983° зх. д. |
| Thomas McKean | вантажне судно  | США             | 29 червня 1942   | 7 191        | 9 000 т ленд-лізівських військових поставок, в тому числі танків, продуктів харчування та 11 літаків на палубі | потоплено | 22°00′ пн. ш. 60°00′ зх. д. / 22.000° пн. ш. 60.000° зх. д. |
| Urious        | риболовне судно | Колумбія        | 22 липня 1942    | 153          | | потоплено | 12°24′ пн. ш. 81°28′ зх. д. / 12.400° пн. ш. 81.467° зх. д. |
| Ocean Justice | вантажне судно  | Велика Британія | 7 листопада 1942 | 7 173        | 600 т марганцевої руди як баласт                                                                               | потоплено | 10°06′ пн. ш. 60°00′ зх. д. / 10.100° пн. ш. 60.000° зх. д. |